# Seabra
Seabra és un municipi brasiler de l'estat de Bahia, és localitzat en el centre de l'estat. Seva població d'acord amb el cens 2020, és estimat en 44.230 persones. El municipi mesura 2.402,170 km².
El municipi és un dels ponts turístics per ser localitzat en la regió de la Chapada Diamantina i per a les varietats festives. En el municipi, passa la BR 242, una de les autopistes més importants de l'estat.

## Referêncies
1. ↑  «Seabra (BA) | Cidades e Estados | IBGE». [Consulta: 10 febrer 2021].